# Gryfów Śląski (stad)
Gryfów Śląski (Duits: Greiffenberg in Schlesien) is een stad in het Poolse woiwodschap Neder-Silezië, gelegen in de powiat Lwówecki. De oppervlakte bedraagt 6,63 km², het inwonertal 7200 (2005).
Ten zuiden van het stadje ligt de ruïne van kasteel Gryf op een heuvel. Het kasteel is waarschijnlijk in de 12e eeuw gebouwd.

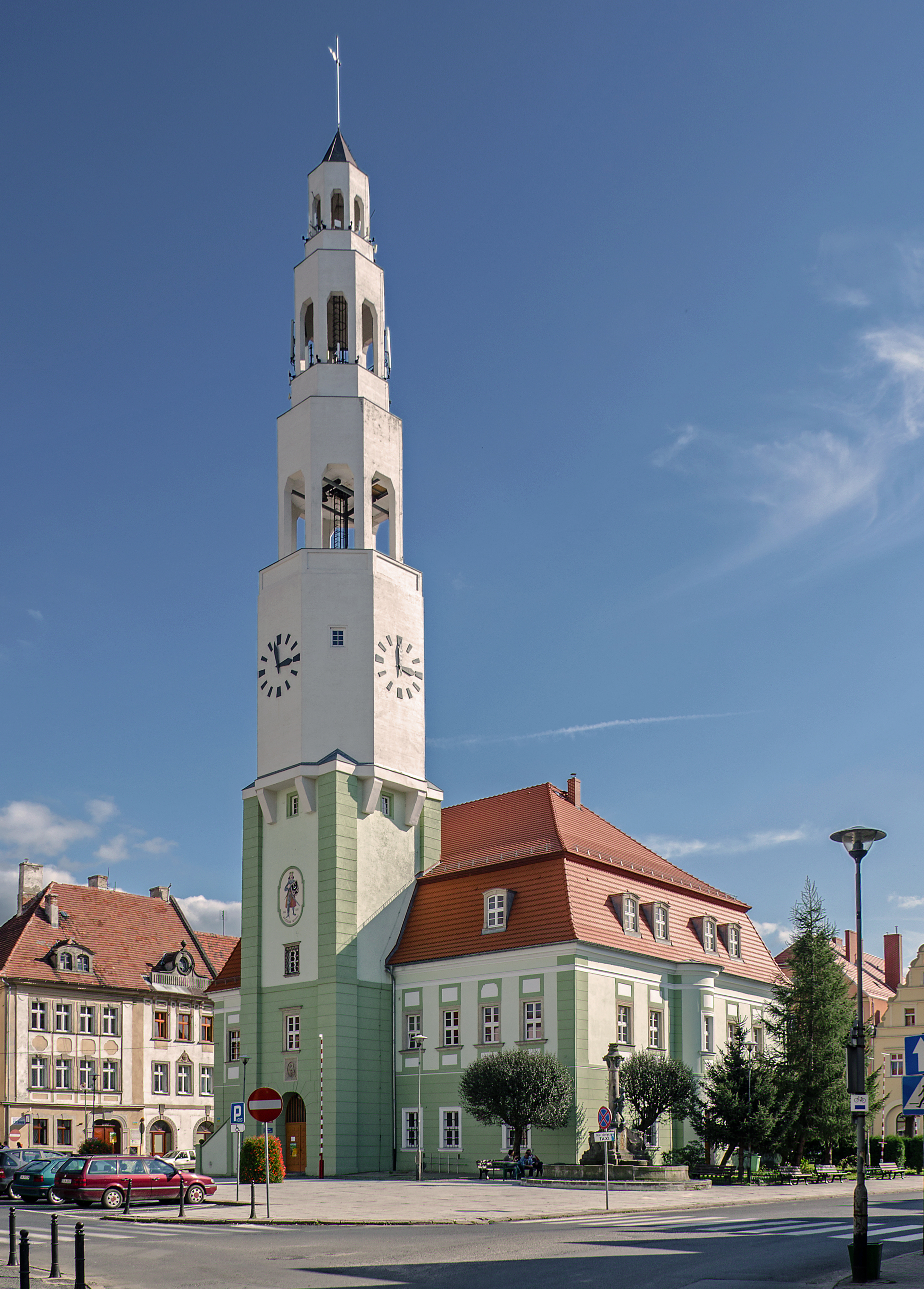
Het stadhuis

## Monumenten
- Sint-Hedwigskerk